# Magdalenenstraße 19 (Darmstadt)
Das Haus Magdalenenstraße 19 ist ein Bauwerk in Darmstadt.

## Geschichte und Beschreibung
Das Haus in der Magdalenenstraße 19 wurde um das Jahr 1600 erbaut.
Stilistisch gehört das Gebäude zur Renaissance.
Das Haus entstammt der ersten Bauphase der Alten Vorstadt.
Das zweigeschossige verputzte Wohnhaus besitzt ein Satteldach.
Im Schweifgiebel fehlen die Gesimsbänder.
Anfang des 20. Jahrhunderts wurde die seitliche Toreinfahrt verändert. 
Im Jahre 1981 wurden die Sprossenfenster nach historischem Vorbild erneuert.

## Denkmalschutz
Das Haus Magdalenenstraße 19 ist ein typisches Beispiel für den Renaissancebaustil in Darmstadt.
Aus architektonischen und stadtgeschichtlichen Gründen gilt das Gebäude als Kulturdenkmal.